# Baron-sur-Odon
 Baron-sur-Odon  es una población y comuna francesa, situada en la región de Baja Normandía, departamento de Calvados, en el distrito de Caen y cantón de Évrecy.

## Demografía
| 267 | 313 | 446 | 579 | 616 | 625 |
| Para los censos de 1962 a 1999 la población legal corresponde a la población sin duplicidades (Fuente: INSEE [Consultar]) |     |     |     |     |     |